# Jurij Valentinovič Lončakov
Jurij Valentinovič Lončakov (in russo Юрий Валентинович Лончаков?; Balchaš, 4 marzo 1965) è un cosmonauta russo/sovietico nato nell'allora Repubblica Socialista Sovietica Kazaka.

## Biografia
Lončakov è nato nell'Unione delle Repubbliche Socialiste Sovietiche nel territorio dell'attuale Kazakistan, a Balchaš, nella regione di Qaraǧandy.
È entrato nella Военно-воздушные cилы России (aviazione russa) nel 1982. È stato selezionato come cosmonauta nel 1997 del Centro di addestramento cosmonauti Jurij Gagarin (GCTC). Ha volato con lo Shuttle nel 2001 con la missione STS-100 diretto verso la Stazione spaziale internazionale. È tornato alla ISS nel 2002 con la missione Sojuz TMA-1 e nel 2008 con la missione Sojuz TMA-13.
Era designato a far parte dell'equipaggio delle missioni Expedition 43 e comandante della Expedition 44 sulla ISS, ma il 6 settembre 2013 si è dimesso dall'Agenzia spaziale russa, andando a lavorare alla Gazprom.